# Мінтан
Мінтан 明堂 — храм предків епохи Чжоу (1046–256 до н. е.), ритуальна будівля, символічний образ якої часто згадують у класичних китайських текстах. За визначенням Вана Ґовея, це елемент давньокитайської ритуальної системи з приладу якого існують найбільш довгі та гарячі професійні дебати.
За часів Західної Чжоу (1046–771 до н. е.) Мінтан виконував функцію зала для ритуальних аудієнцій Сина Неба. Із послабленням політичного впливу династії споруди цього типу з'явилися поза межами столиці Чжоу. Так, «Мен-цзи» згадує діалог із правителем Ці (King Xuan of Qi 齊宣王, у влади 319–301 до н. е.), де йдеться про доречність знесення чи блокування цієї споруди.

## Назви
Більшість класичних джерел називають Мінтан («Зал ясності») назвою епохи Чжоу.
Трактат «Саньфу хуан ту» 三輔黃圖 наводить найповніший лист варіантних назв споруди: у додаток до найбільш розповсюдженої він надає ще п'ять історичних версій. Серед них особливе місце посідає назва Цзунчжан 總章 (спрощ. 总章), яку нібито вживав щодо ідентичної споруди Шунь, один з ідеальних правителів давнини. Таку саму назву, поряд із «Мінтан», вживано у трактатах «Люйши чуньцю» та «Хуайнань-цзи».
Згідно Цаю Юну 蔡邕 (133–192), Мінтан — назва південної частини споруди, у той час як Цзунчжан — назва західної частини, Цін'ян 青陽 — східної, Сюаньтан 玄堂 — північної, а Тайши 太室 — центральної частини.
Згідно Вану Ґовею, саме Тайши (або Даши 大室) згадується на численних бронзових написах епохи Чжоу.

## Будова та символізм
Мінтан складає важливу частину ритуальної системи Чжоу, інтерес до якої було закріплено із встановленням конфуціанства за офіційну ідеологію династії Хань. Але вже за ствердженням Сюя Шеня 許慎 (58-147, Східна Хань), з приладу побудови цієї споруди «не залишилося чітких відомостей» 無明文以知之. Незважаючи на це, реконструкції Мінтану та їх практичний вжиток стали частиною імперської ідеології. Залишки кількох таких реконструкцій, втілені у будівництво, досліджені археологічно. Численні інші існують лише у теоретичному викладенні.
Літературні джерела узгоджуються в тому, що це була будівля із квадратним низом (символ землі) та верхівкою у формі кола (символ неба), яка складала архітектурне втілення давньокитайського бачення Піднебесної. Існує сперечання щодо внутрішньої будови приміщення: класичні нариси позначають або 5, або 9 кімнат. За підсумком, зробленим у 6 ст. (Юань Фань 袁翻, 476–528, 《明堂议》), доімперські джерела переважно вказують на 5-кімнатну структуру, чотири з яких відповідали сторонам світу, а п'ята позначувала центр (див. У-сін 五行).
Оскільки будівля виконувала функцію приміщення для богослужінь «Сина Неба» протягом усього року, розповсюдився нарис що позначує 9 кімнат (у відбиток «Дев'яти провінцій») та 12 залів, де останні нібито використовувалися протягом місяця кожний.
Класичні джерела підкреслюють непишність споруди, що була втіленням чеснот династії Чжоу.

## Історичні споруди
Відомо розташування залишків трьох споруд типу Мінтан, що були утворені за часів династії Хань. Ще одна була створена за часів Тан (див. нижче), і одна — за наказом імператора Сун Хуей-цзуна (правл. 1100–1126).

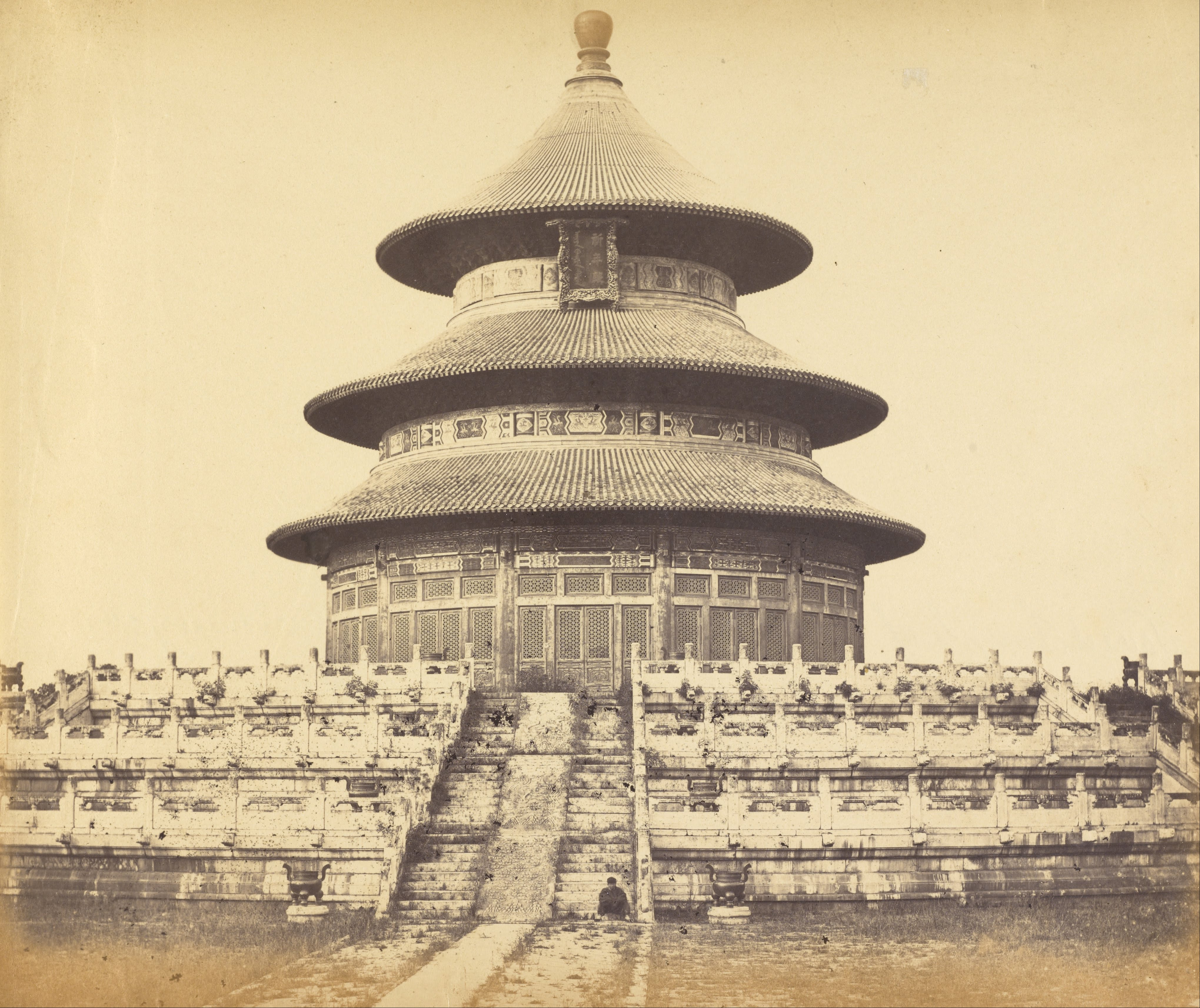
Храм Урожаю (Пекін) на фото 1860 р.

До практичної реконструкції Мінтану іноді вдавалися правителі, які дбали про легітимацію своєї наново захопленої влади: узурпатори Ван Ман (45 до н. е. — 23 н. е., дин. Сінь, що на короткий час змінила Хань) та Ву Цзетєнь (624–705, дин. Чжоу, оголошена у порушення правління Тан). Із цих двох, перша була утворена у 4-5 рр. н. е. біля Чанані, тодішньої столиці Хань, та зруйнована у 23 р. Фундамент було винайдено у 1956. Фундамент другої, заснованої у 688, знаходиться у Лояні (zh:洛阳明堂遗址).
Центральна будівля «Храму Неба» у Пекіні (Храм Урожаю 祈年殿) відтворює Мінтан згідно розумінню конфуціанців та архітекторів династії Мін, натепер вона — один з найвідоміших творів китайської архітектури.